# Nissan Moco
Der moco ist ein Kei-Car-Modell der japanischen Automobilmarke Nissan. Dieser wurde 2001 erstmals produziert und ist offizieller Nachfolger des Be-1 sowie ein Schwestermodell des Suzuki MR Wagon und des Maruti Zen Estilo. 

## moco (SA0)
Die erste Generation des moco, welche 2001 erschien, gab es in vier verschiedenen Ausführungen:
- moco-B
- moco-C
- moco-Q
- moco-T

Wie nach der Reihenfolge der Buchstaben im Alphabet kann man daraus die Ausstattung erraten. Wobei der moco-B der billigste und der Spartaner war, so war der moco-T der am besten ausgerüstete dieser Generation. Die Preise lagen zwischen 円1,000,000 und 円1,800,000. Zwar wurde der moco offiziell nur in Japan vertrieben, doch wurden viele Einheiten auch nach Indonesien und in die Philippinen exportiert. Der moco-B wurde nach wenigen Monaten der Produktion gestrichen, so blieben nur noch die C-, Q- und T-Versionen.

## MOCO (SA1)
Die zweite Generation hat sich nicht geändert. Die gleiche Technik und die gleiche Innenausstattungen. Nur eine neue Karosserie sorgte für eine Auffrischung. Eine weitere Änderung war die Schreibweise: Wobei die erste Generation in der Kleinschreibweise war und nach einem Bindestrich die Ausführung angehängt war, so ist das aktuelle Modell in Großbuchstaben. Hier entfällt allerdings die angehängte Ausführung. Diese ist nun auf der Karosserie nicht mehr ersichtlich. 
Seit Februar 2008 gibt es bei den MOCO nun serienmäßig mit dem „keyless entry and start system“; einem Startknopf der den Schlüssel überflüssig macht.

## MOCO (SA2)
Der Verkaufsstart der dritten Generation war am 15. Februar 2011. Mitte 2016 wurde der moco ersatzlos eingestellt.